# Rott (Nederland)
Rott (Vijlens dialect: e gen Rott, Vaalser dialect: i jen Rott) is een van de oorspronkelijk zeven 'rotten' (buurtschappen) van het Zuid-Limburgse dorp Vijlen, dat in de Nederlandse gemeente Vaals ligt. Rott bestaat uit een dertigtal huizen aan één lange, glooiende straat die dezelfde naam draagt. De buurtschap ligt ten westen van Vijlen, en ten westnoordwesten van Vaals. Het Vijlenerbos ligt ten zuiden van Rott. Aan de oostzijde ontspringt aan de voet van het Vijlenerbos het beekje Hermensbeek.

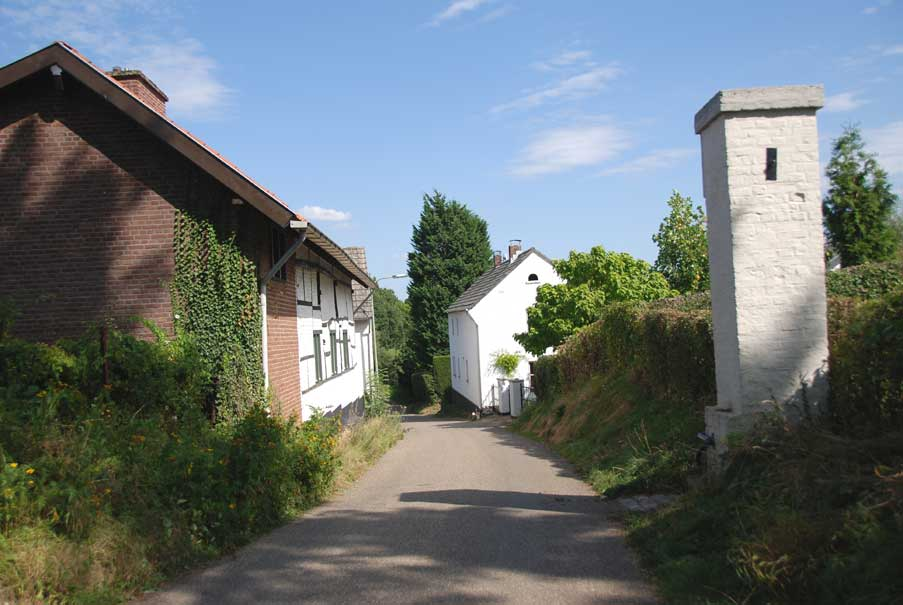
Zicht op Rott

De oorspronkelijke betekenis van de naam is onduidelijk: hij kan zowel 'rode' als 'rooiing' of 'ontginning' betekenen. De oudste verwijzingen naar Rott stammen uit de late middeleeuwen. Zo worden in een document van rond 1320 een twintigtal bezittingen in Vijlen vermeld, waarvan de eigenaren cijnsen en/of pachten moesten afdragen aan de heerlijkheid Einrade (de huidige hoeve Einrade in Holset). Tot die lijst behoorden onder meer bezittingen in Rott. De schrijfwijze van de naam veranderde van Rot (in 1665), Rodt (in 1840) en Roth (in 1899) tot Rott. In 1665 woonden er volgens geschriften zo'n 251 personen, behorend tot 64 families. Bij die telling zijn wel de inwoners van Mamelis en waarschijnlijk ook Melleschet meegerekend.
De Benrather linie, een dialectgrens die tussen Vijlen en Vaals (de gemeente waartoe Vijlen hoort) loopt, leidt ertoe dat de uitspraak van naam van de buurtschap in de beide dorpen verschilt. 
Overigens behoort Rott ook tegenwoordig nog tot Vijlen, in tegenstelling tot de van oudsher Vijlener 'rotten' Mamelis en Holset, die tegenwoordig officieel onder Lemiers vallen.

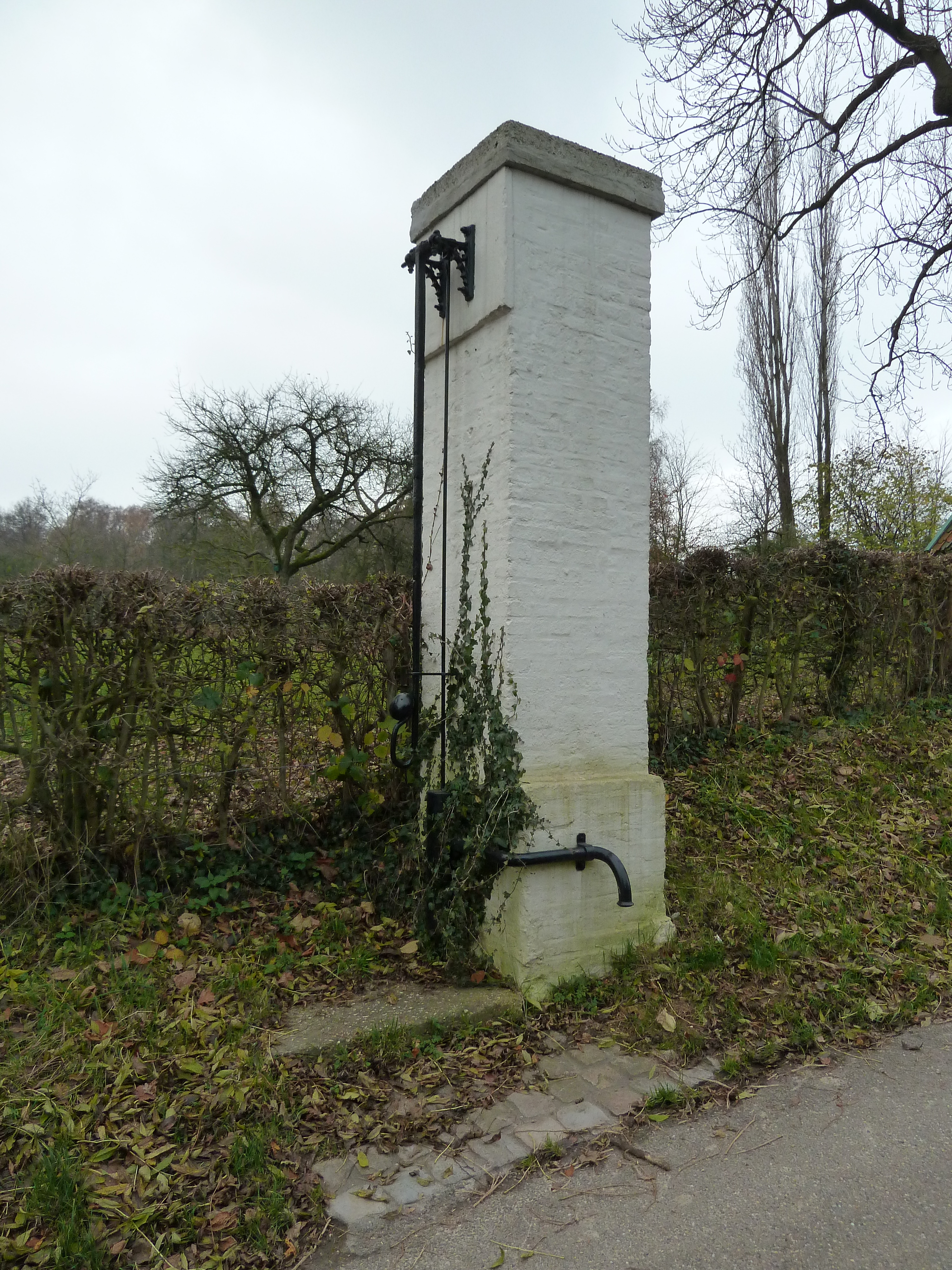
Waterpomp
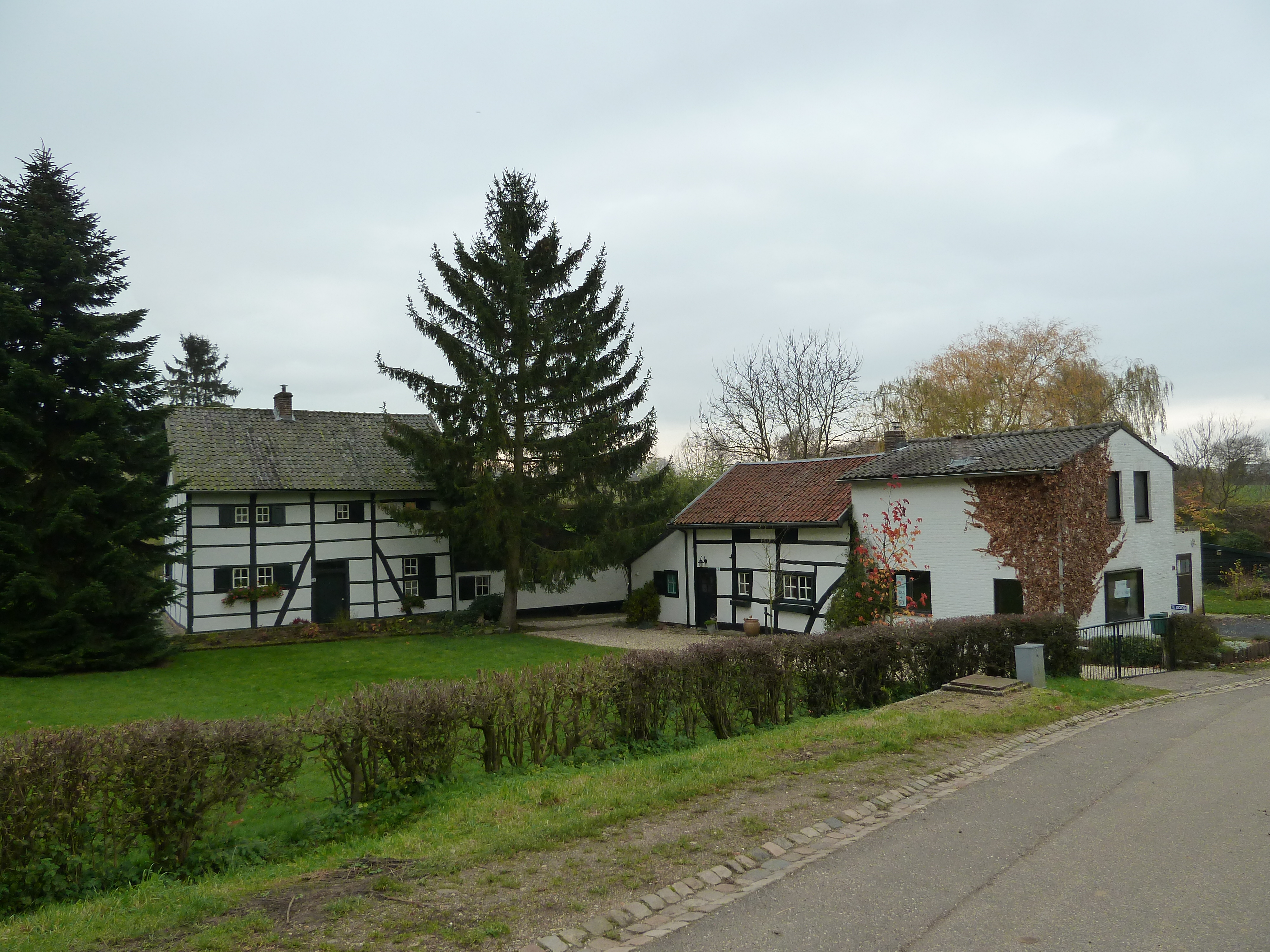
Vakwerkgebouwen